# جداکننده آب–روغن ای پی آی

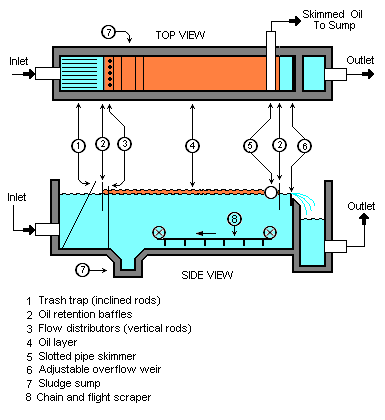
طرحی از عملکرد یک جداکننده‌ای پی آی

جداکننده آب–روغن ای‌پی‌آی (به انگلیسی: API oil-water separator) یک سیستم جداکننده می‌باشد که برای تصفیه فاضلاب‌های خروجی پالایشگاه‌ها، کارخانجات شیمیایی، واحدهای فرآوری گاز طبیعی و واحدهای پتروشیمی به کار می‌رود. این روش توسط موسسه نفت آمریکا(API) ابداع شده‌است.